# Marketingkontrolle
Die Marketingkontrolle ist die Überprüfung des Erfolges im Einsatz der marketingpolitischen Instrumente der Produkt-, Preis-, Vertriebs- und Kommunikationspolitik. Es handelt sich um eine Teilfunktion des Marketingcontrollings.
Die Marketingkonzeption ist ein in sich geschlossener Gesamtplan und stellt einen Kernbereich der Führung eines Unternehmens oder einer Organisation dar. Sie umfasst Marketingziele, Marketingstrategien und die operative Umsetzung in konkrete Maßnahmen im Marketingmix sowie die hier beschriebene Erfolgskontrolle. In der Unternehmensführung stellt die Erfolgskontrolle einen Plan-Ist-Vergleich dar, durch den Schwierigkeiten ausfindig gemacht werden können und entsprechend gehandelt werden kann. 

## Profitabilitätskontrolle
Als Profitabilitätskontrolle soll festgestellt werden, welche Wirkung das Marketing auf die Gewinnentwicklung des Unternehmens hatte. Die Gewinnentwicklung lässt sich anhand des Jahresergebnisses in der Bilanz messen, zweckmäßigerweise jedoch in Teilergebnissen, als Monats- oder Quartalsergebnisse. Auf Grund des komplexen Zusammenspiels von Menge, Preis und Kosten ist eine Zuordnung beim Einsatz verschiedener Instrumente nur schwer möglich.

## Leistungskontrolle

### Umsatzentwicklung
Als Leistungskontrolle kann das Marketing anhand seiner Wirkung auf die Umsatzentwicklung beurteilt werden. Es handelt sich um einen zeitlichen Vergleich der Umsatzerlöse aus der Gewinn- und Verlustrechnung. Die Umsatzentwicklung gibt Aufschluss darüber, wie sich einzelne Unternehmensfelder im Verhältnis zueinander und zum gesamten Markt entwickelt haben. Das Ausmaß und unter Umständen die Art und Weise einer Veränderung in einem Teilbereich können Hinweise auf die durchzuführenden Maßnahmen geben.

### Entwicklung des Marktanteils
Auch eine Beurteilung der Leistung anhand der Wirkung auf den Marktanteil ist möglich. Dieser lässt sich aus sekundärstatistischen Quellen (z. B. ACNielsen) berechnen oder primärstatistisch ermitteln. Der Marktanteil ist das Verhältnis des eigenen Absatzanteils am gesamten Marktvolumen. Er zeigt auf, inwieweit der Gesamtmarkt vom eigenen Unternehmen ausgeschöpft ist, und gibt Aufschluss darüber, in welchen Teilmärkten das Unternehmen erfolgreich war.

## Strategiekontrolle
Die weitestgehende Präzisierung auf die Art der eingesetzten Mittel erfolgt in der Strategiekontrolle anhand der Marktdurchdringung des Unternehmens. Die Marktdurchdringung bestimmt sich als qualitative Beurteilung der Verbreitung und Bekanntheit innerhalb eines Marktes. Qualitativ in dem Sinne, wie sich das eigene Auftreten auf die Bedarfsintensität der Kunden und das Verhalten der Konkurrenten auswirkt. Welche Wirkung wurde bei gegebenem Potenzial erreicht. Das Potenzial wird ermittelt anhand der Anzahl und (im B2B-Geschäft) der Größe der Nachfrager, Umfang und Aktivitäten der Konkurrenz, Sättigung und Transparenz des Marktes.

## Abgrenzung
Stets handelt es sich um die Beurteilung einer Entwicklung, die neben dem zu untersuchenden Marketingerfolg auch noch von zahlreichen anderen Faktoren abhängt. Um deren Einfluss ausblenden zu können, bedient man sich oft des Soll-Ist-Vergleiches, der über längere Zeitreihen und umfangreichere Vergleichsdaten geführt ein ausreichend gesichertes Bild über die vom Marketing unabhängigen Entwicklungen gibt und damit eine Marketingkontrolle überhaupt erst ermöglicht.